# Подгородняя Слободка
Подгоро́дняя Слобо́дка (варианты названия: Подгородняя Слобода, Подгородня и др.) — деревня в Суземском районе Брянской области России. Входит в Невдольское сельское поселение.

## География
Находится на реке Сев.

## Население
| 2010 | 2013 |
| ---- | ---- |
| 18   | ↗19  |

## История
Упоминается с начала XVIII века (по преданию, была приходским селом); бывшее владение Свенского монастыря с «городком» (укреплением) и подворьем. В 1778—1782 входила в Луганский уезд, затем до 1929 в Севском уезде (с 1861 — в составе Алешковской волости, с 1924 в Суземской волости). До 1954 — центр Подгороднеслободского сельсовета; в 1954—1960 в Негинском сельсовете.
В XIX веке близ деревни были открыты остатки средневековых строений.
Южнее деревни в 1920-x — 1960-х годах работала ГЭС мощностью 200 кВт, но после подведения централизованного электроснабжения надобность в ГЭС отпала. В настоящее время от электростанции остались только некоторые земляные сооружения. В 2010 году была произведена газификация населённого пункта.